# Heinrich August Schoeller (Papierfabrikant)

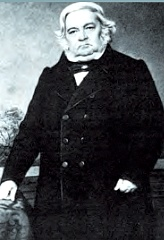
Heinrich August Schoeller

Heinrich August Schoeller (* 14. Dezember 1788 in Düren; † 26. Mai 1863 in Krauthausen bei Düren) war ein deutscher Papierfabrikant.

## Leben und Wirken
Heinrich Schoeller war der Sohn des Dürener Tuch- und Papierfabrikanten Heinrich Wilhelm Schoeller (1745–1827) und der Sarah Elisabeth Coenen (1753–1831). Nach seiner Ausbildung zum Papierfabrikanten im Jahre 1815 wurde ihm zusammen mit seinem Bruder Jakob Ludwig (1791–1866) und seiner Schwester Sara Gertrud (1790–1855), verheiratet mit dem aus Duisburg gebürtigen Papierfabrikanten Peter Alexander Carstanjen (1791–1845), die von seinem Vater in Krauthausen geführte und 1784 gegründete Papierfabrik als vorgezogenes Erbe zugeteilt, die neben der geerbten Schevenmühle und der Kaysermühle Teil des Gesamtkomplexes Schoellershammer war. Daraufhin nannten die Geschwister ihre Papiermühle zunächst Gebr. Schoeller & Carstanjen aber wenige Monate später, nach dem aktiven Ausscheiden von Jakob Ludwig im Jahre 1818, wurde diese von Heinrich August in Schoeller & Carstanjen umfirmiert. Nachdem sowohl Sarah als auch Jakob Ludwig, der sich neuen Märkten im ungarischen Kremnica und Neczpall zuwenden wollte, im Jahre 1824 ihre restlichen Anteile an Heinrich August verkauft hatten, ließ dieser sie nun unter seinem alleinigen Namen eintragen.
Heinrich August Schoeller schaffte in den folgenden Jahrzehnten mit seinem Unternehmen einen imponierenden wirtschaftlichen Aufschwung auf dem Markt für hochwertige handgeschöpfte Feinpapiere. Bereits um 1820 beschäftigte er fast 100 Arbeiter und betrieb sechs Schöpfbütten. Im Jahre 1841 schaffte er die erste Endlospapiermaschine nach Bryan Donkin an, und in den Jahren 1847 und 1851 die ersten Dampfmaschinen. Mit einer weiteren Investition 1854 in eine englische Rollenleimmaschine war es ihm jetzt möglich, Feinpapiere von höchster Qualität herzustellen, die auf der Weltausstellung Paris 1855 mit der Medaille der 1. Klasse prämiert wurden. Ein Jahr vor seinem Tod gelang es Heinrich August auf der Weltausstellung London 1862 erneut mit seinen Produktionen höchste Anerkennung zu erzielen.
Seine Nachkommen setzten die Familientradition fort und sorgten dafür, dass die väterliche Papierfabrik Schoellershammer heutzutage weiterhin als unabhängiges Unternehmen  Heinrich August Schoeller Söhne GmbH & Co KG für Feinpapiere, Künstlerpapiere, Transparentpapiere und Wellpappenrohpapiere mit einem weltweiten Vertrieb fortbesteht.

## Familie
Heinrich August Schoeller war verheiratet mit Anna Catharina Lynen (1799–1872), Tochter des Kupfermeisters Matthias V. Leonhard Lynen aus Stolberg und hatte mit ihr fünf Söhne. Von diesen wurden Julius Adolf Schoeller (1820–1876), verheiratet mit Mathilde Castanjen (* 1825) ebenso wie sein Bruder Benno Vitus (1828–1908), verheiratet mit Lucia Castanjen (1833–1861) und nach deren Tod noch mit Marie Luise Peill (1837–1910), Mitinhaber des väterlichen Betriebes. Beide Söhne waren darüber hinaus auch Gründer und Betreiber der Neumühle, die seit 1991 als Tochterunternehmen in dem Unternehmen Kanzan Spezialpapiere einfloss. 
Ein dritter Sohn Heinrich Augusts, Kommerzienrat Felix Heinrich Schoeller (1821–1893), verheiratet mit Maria Schüll (1824–1895), gründete zunächst in Düren seine eigene Papierfabrik und war maßgeblich am Zustandekommen der Dürener Eisenbahn AG beteiligt. Anschließend übernahm er  in Neu Kaliß in Mecklenburg, später in Gernsbach im Großherzogtum Baden und schließlich in Offingen an der Donau im Königreich Württemberg weitere Papier- und Zellulosefabriken.